# موروق اوبا
موروق اوبا (به ترکی آذربایجانی: Muruqoba) یک منطقه مسکونی در جمهوری آذربایجان است که در شهرستان خاچماز واقع شده است.